# كيه جي-2000
كيه جي-2000 (بالإنجليزية: KJ-2000)‏ هي نظام الإنذار المبكر والتحكم أنتجت في الصين. كان أول طيران لها في 2003.